# Borgo San Dalmazzo
Borgo San Dalmazzo is een gemeente in de Italiaanse provincie Cuneo (regio Piëmont) en telt 11.742 inwoners (31-12-2004). De oppervlakte bedraagt 22,2 km², de bevolkingsdichtheid is 529 inwoners per km².
De volgende frazioni maken deel uit van de gemeente: Beguda, Madonna Bruna, Aradolo.
Al in de Romeinse tijd was de plaats een belangrijke doorvoerplaats voor transporten over de Alpen. Hier werd de tol Quadragesima Galliarum geheven. Vanaf de 3e eeuw ontstond hier de cultus van de heilige Dalmazzo, een christelijke martelaar. Sinds 1569 wordt op 5 december de Fiera Fredda (koude markt) ter zijner ere gehouden. In de 12e eeuw werd een benedictijner abdij gesticht in Borgo San Dalmazzo op de plaats waar de heilige zou begraven zijn. Later werd hier de barokke parochiekerk gewijd aan Sint-Dalmazzo gebouwd.
Het centrum van Borgo San Dalmazzo heeft zijn middeleeuwse structuur behouden. De oude stadsmuren zijn grotendeels verdwenen maar hun ligging blijkt nog uit het stadsplan. Ook zijn er nog sporen van de 15e-eeuwse ricetto (een versterkte perimeter binnen een dorp) in de via Fantini, de via Bealera Nuova en het piazza IV Novembre. Het Museo dell'Abbazia is aan de voormalige abdij gewijd, waarvan de crypte kan bezocht worden. Uit de periode van de contrareformatie zijn verschillende kerken en kapellen van broederschappen bewaard. Verder is er de voormalige Bertello-fabriek uit de 19e eeuw.
Tussen 1943 en 1945 was er een Duits deportatiekamp in de gemeente.

## Demografie
Borgo San Dalmazzo telt ongeveer 4921 huishoudens. Het aantal inwoners steeg in de periode 1991-2001 met 3,1% volgens cijfers uit de tienjaarlijkse volkstellingen van ISTAT.
| Jaar | Inwoneraantal |
| ---- | ------------- |
| 1991 | 10.939        |
| 2001 | 11.274        |

## Geografie
De gemeente ligt op ongeveer 645 m boven zeeniveau.
Borgo San Dalmazzo grenst aan de volgende gemeenten: Boves, Cuneo, Gaiola, Moiola, Roccasparvera, Roccavione, Valdieri, Vignolo.

## Externe link

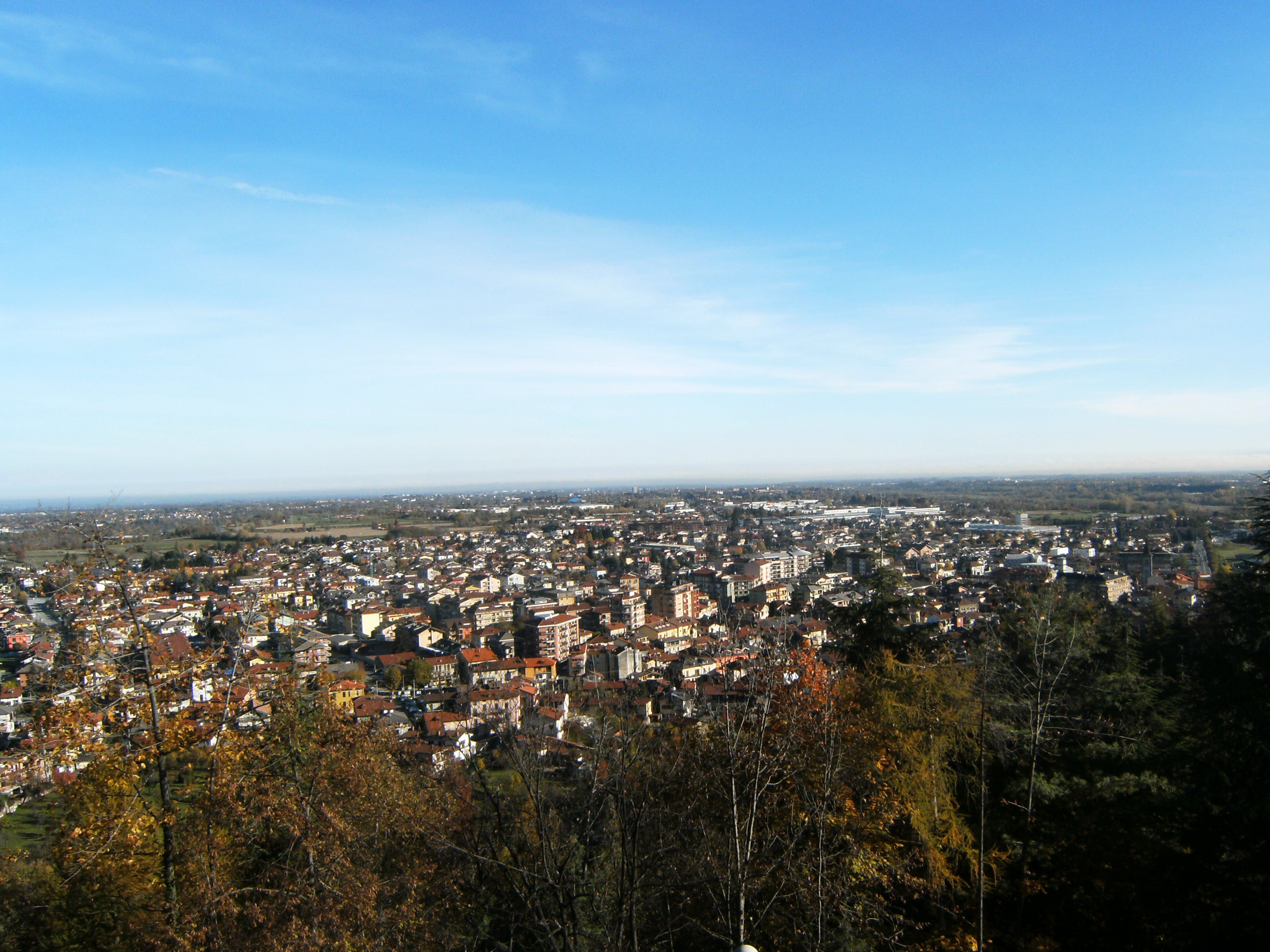
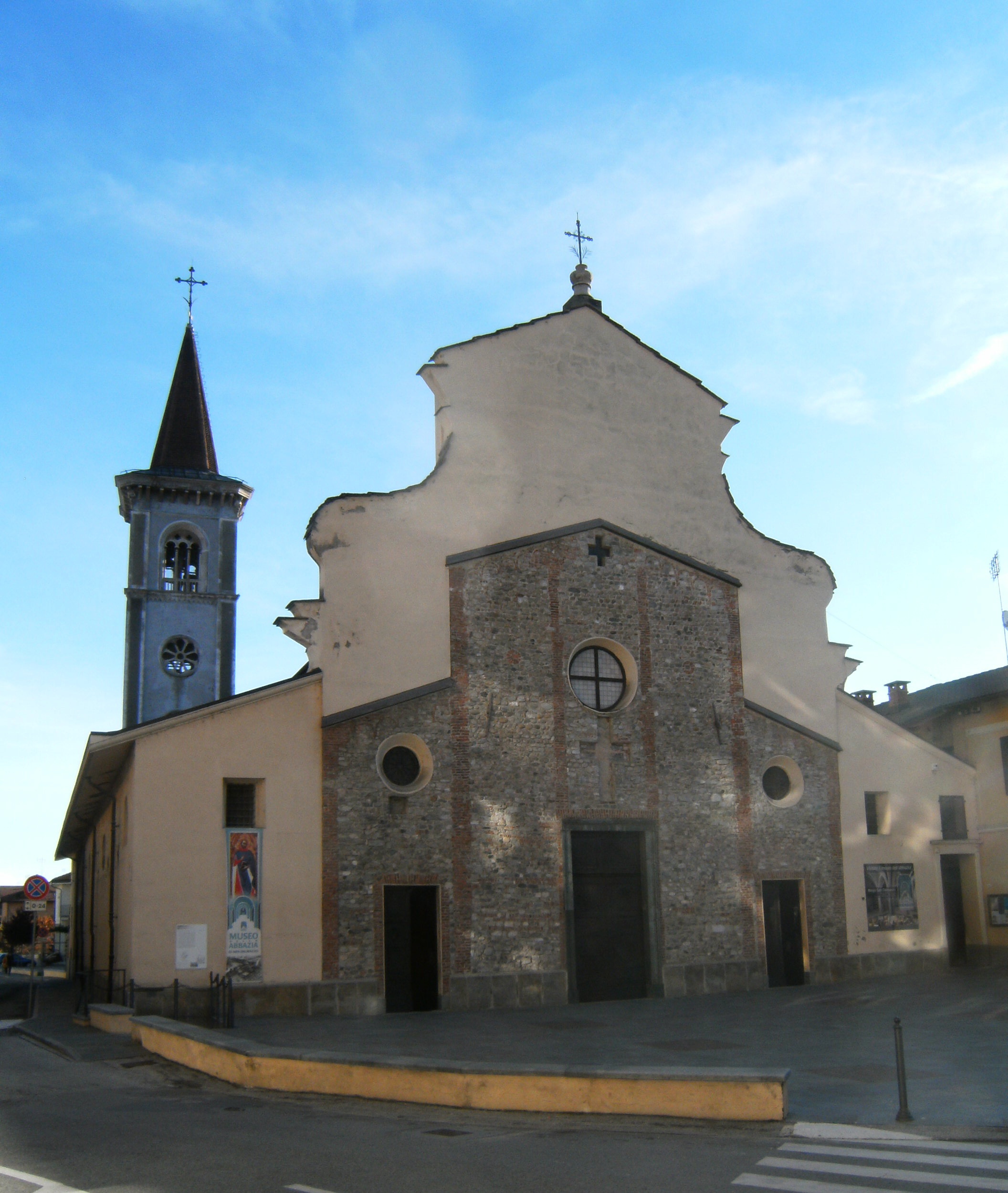
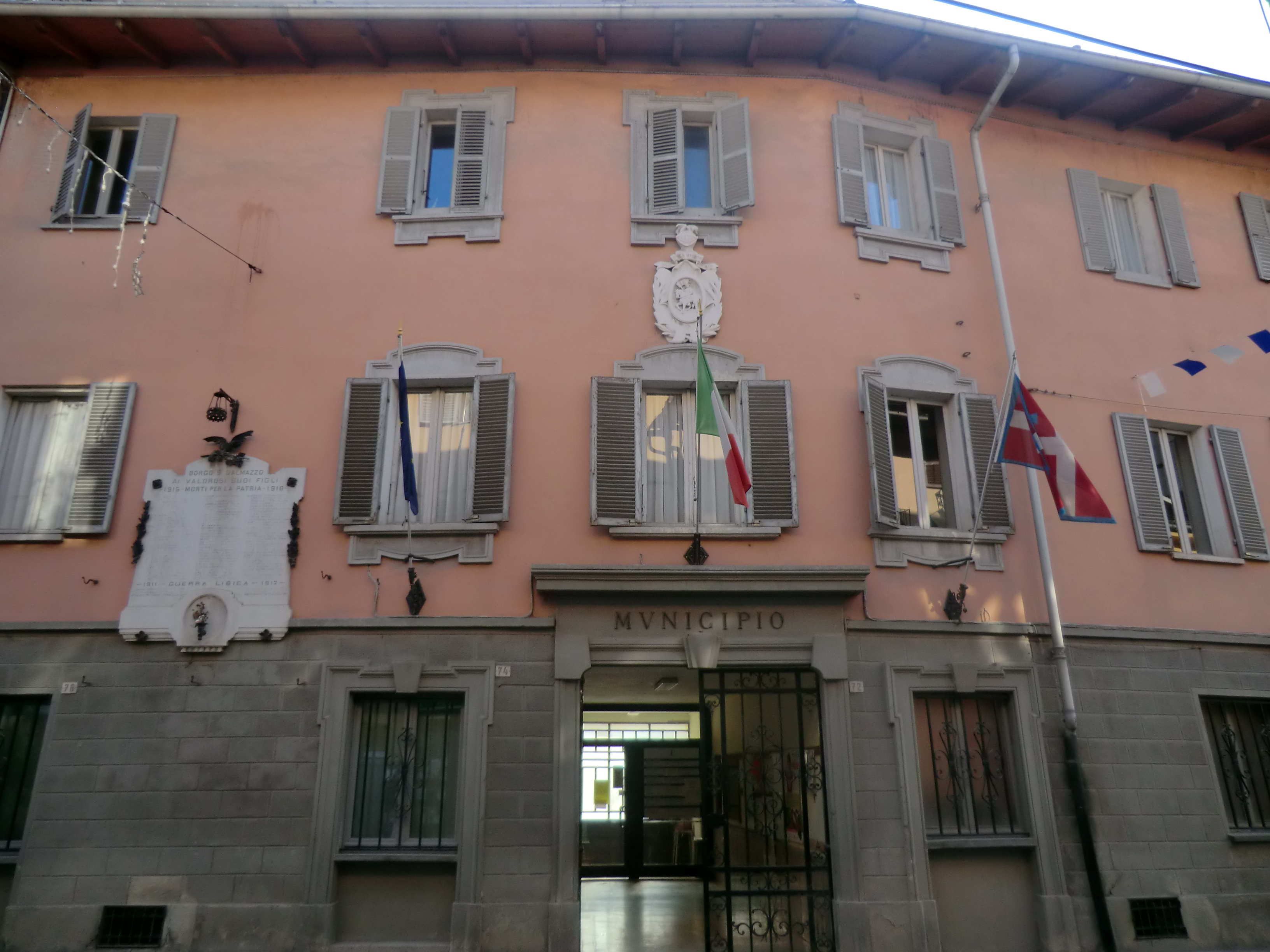
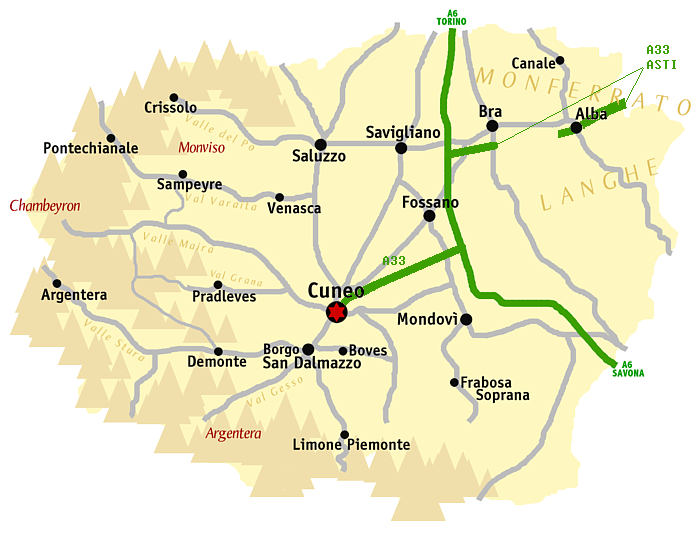